# Powiat Köslin

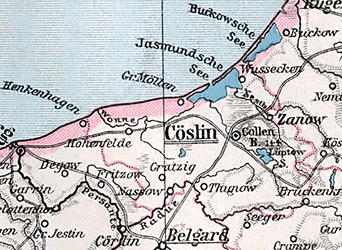
Mapa powiatu Köslin z 1905 r.

Powiat Köslin, Powiat Cöslin (do 1872 Powiat Fürstenthum; niem. Landkreis Köslin, Kreis Köslin, Landkreis Cöslin, Kreis Cöslin, Kreis Fürstenthum; pol. powiat koszaliński) – dawny powiat na terenie kolejno Prus, Cesarstwa Niemieckiego, Republiki Weimarskiej oraz III Rzeszy, istniejący od 1816 do 1945. Należał do rejencji koszalińskiej, w prowincji Pomorze. Teren dawnego powiatu leży obecnie w Polsce, w województwie zachodniopomorskim.

## Historia
1 września 1872 rozwiązano powiat Fürstenthum i w jego miejsce utworzono trzy powiaty:
- Bublitz
- Colberg-Cörlin
- Cöslin

1 kwietnia 1932 miasto Köslin wyłączono z powiatu i stało się powiatem grodzkim (Stadtkreis).